# 趙宗師
趙宗師，北宋宗室。宋太宗曾孙，赵元份之孙，赵允让第八子，宋英宗的哥哥。
至和二年（1055年）五月初一戊午朔，汝南郡王趙允讓子右领军卫大將軍趙宗師為康州刺史，北海郡王趙允弼子右監門衛將軍趙宗喬為右領軍衛大將軍，都是因为父亲領大宗正日久，在乾元節推恩特遷，之後不得為例。元符二年（1099年），嗣濮王赵宗汉上言，故兄趙宗詠等六墳比諸王有降損，请求追贈。宋哲宗下詔，故贈昭武軍節度使、遂國公趙宗師特追封益州郡王。后追封温王。

## 诸子
- 赵仲坦，太子右内率府副率
- 赵仲廪，安定侯